# عمر سیف‌الدین
عمر سیف الدین (۱۱ مارس ۱۸۸۴، گونن بالیکسیر - ۶ مارس ۱۹۲۰ استانبول) نویسنده، سرباز، و معلم ترک بود.
او از داستان نویسان برجسته ادبیات ترک و بنیانگذار نوشتن داستان کوتاه ترکی است. علاوه بر این او یکی از بنیانگذاران جنبش پان‌ترکیسم بود. او طرفدار ساده شدن ترکی بود و در عمر کوتاهش اثر زیادی از خود بجا گذاشته است.

## زندگینامه
در سال ۱۸۸۴ در گونن بالیکسیر چشم به جهان گشود. یکی از چهار فرزند کوچک سروان عمر شوقی و فاطمه خانم بود. درسش را در یک مدرسه محلی در گونن شروع کرد. به خاطر انتقال وظیفه آقای عمر شوقی، با خانواده اش به اینه بولو و از آنجا به آیانجیک و سپس به استانبول آمد.

### ازمیر
ردهویسان اهل عثمانی